# Worth, West Sussex
Worth är en ort i Storbritannien.   Den ligger i grevskapet West Sussex och riksdelen England, i den södra delen av landet, 40 km söder om huvudstaden London. Worth ligger 97 meter över havet och antalet invånare är 9 888.
Terrängen runt Worth är platt, och sluttar norrut. Runt Worth är det tätbefolkat, med 383 invånare per kvadratkilometer. Närmaste större samhälle är Crawley, 2,5 km väster om Worth. Trakten runt Worth består i huvudsak av gräsmarker.